# Kostel svatého Jana Křtitele (Doubravice nad Svitavou)
Kostel sv. Jan Křtitele v Doubravici nad Svitavou je farním kostelem římskokatolické farnosti Doubravice nad Svitavou. Je chráněn jako kulturní památka České republiky.

## Historie a popis
Původně románský kostel z první čtvrtiny 13. století byl zcela přestavěný v roce 1717 a opravený po požáru roku 1760. Jde o podélnou jednolodní stavbu s rovně ukončeným kněžištěm s přilehlou sakristií a kaplí po stranách, lodí obdélného půdorysu a věží v ose západního průčelí.
Vedle hlavního oltáře jsou další dva boční, hodiny na věži byly pořízeny roku 1851. Kolem kostela byl do roku 1831 hřbitov, v sousedství se nachází jednopatrová fara.

## Fotogalerie

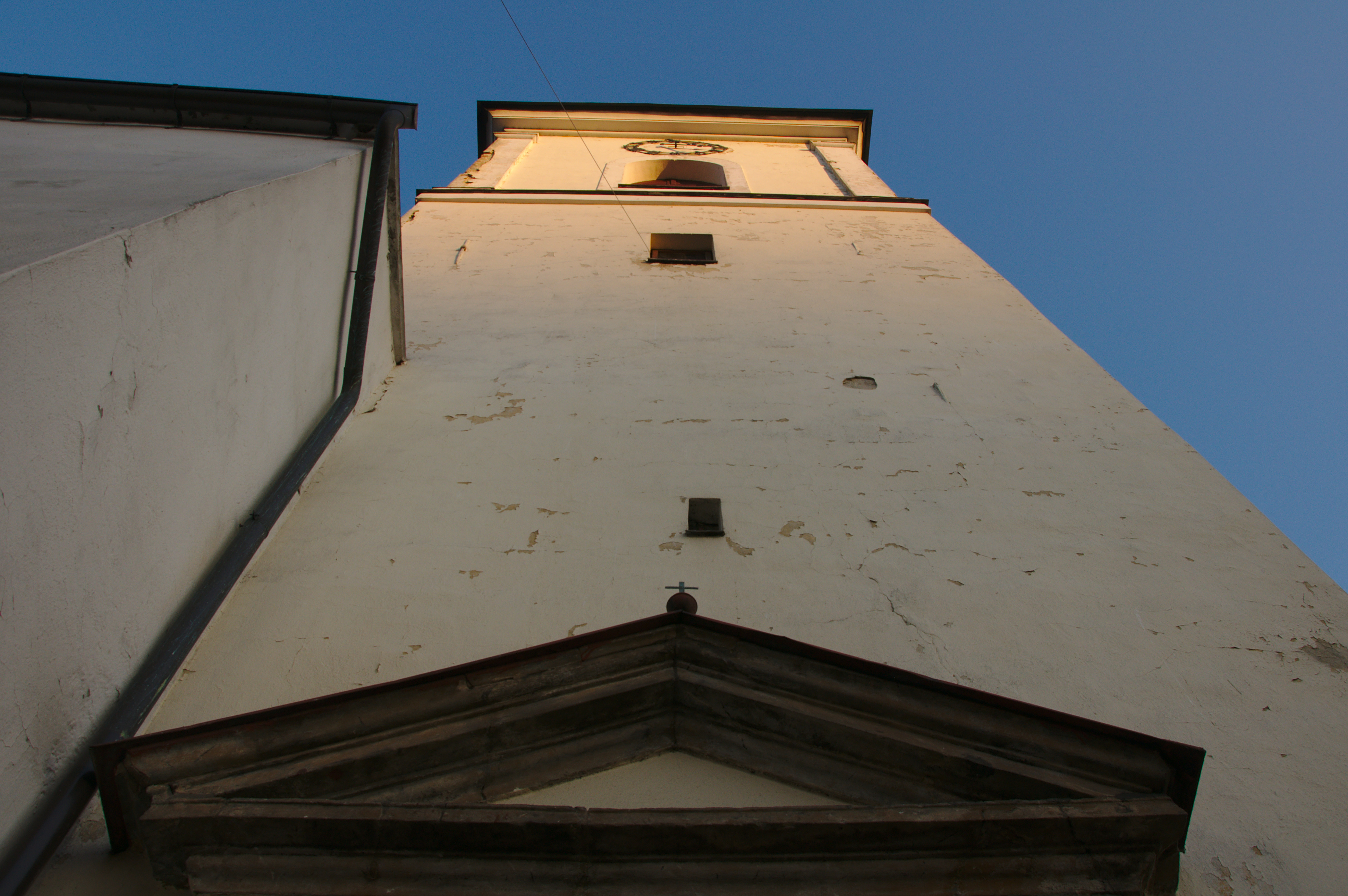
Věž kostela
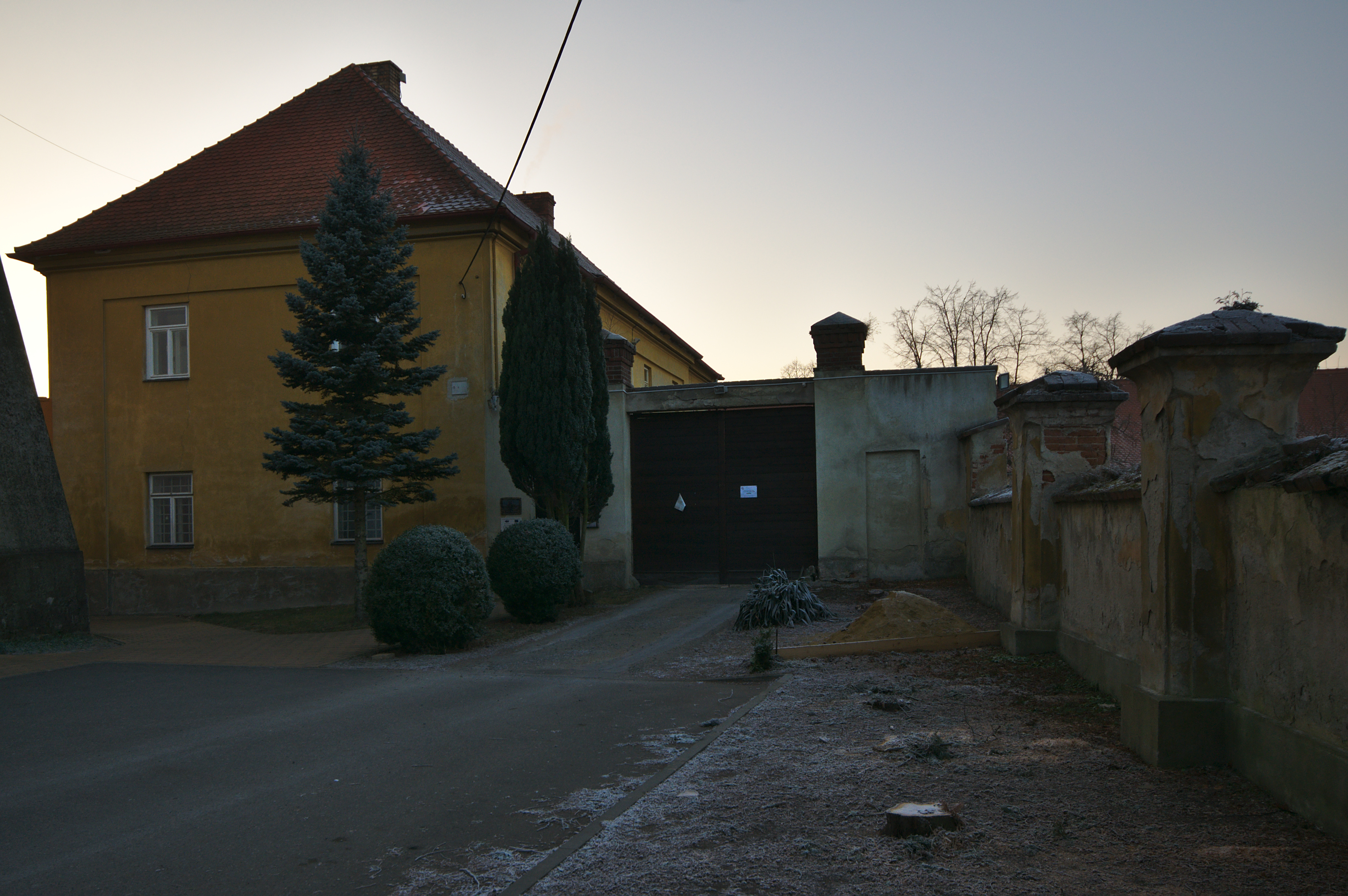
Fara vedle kostela
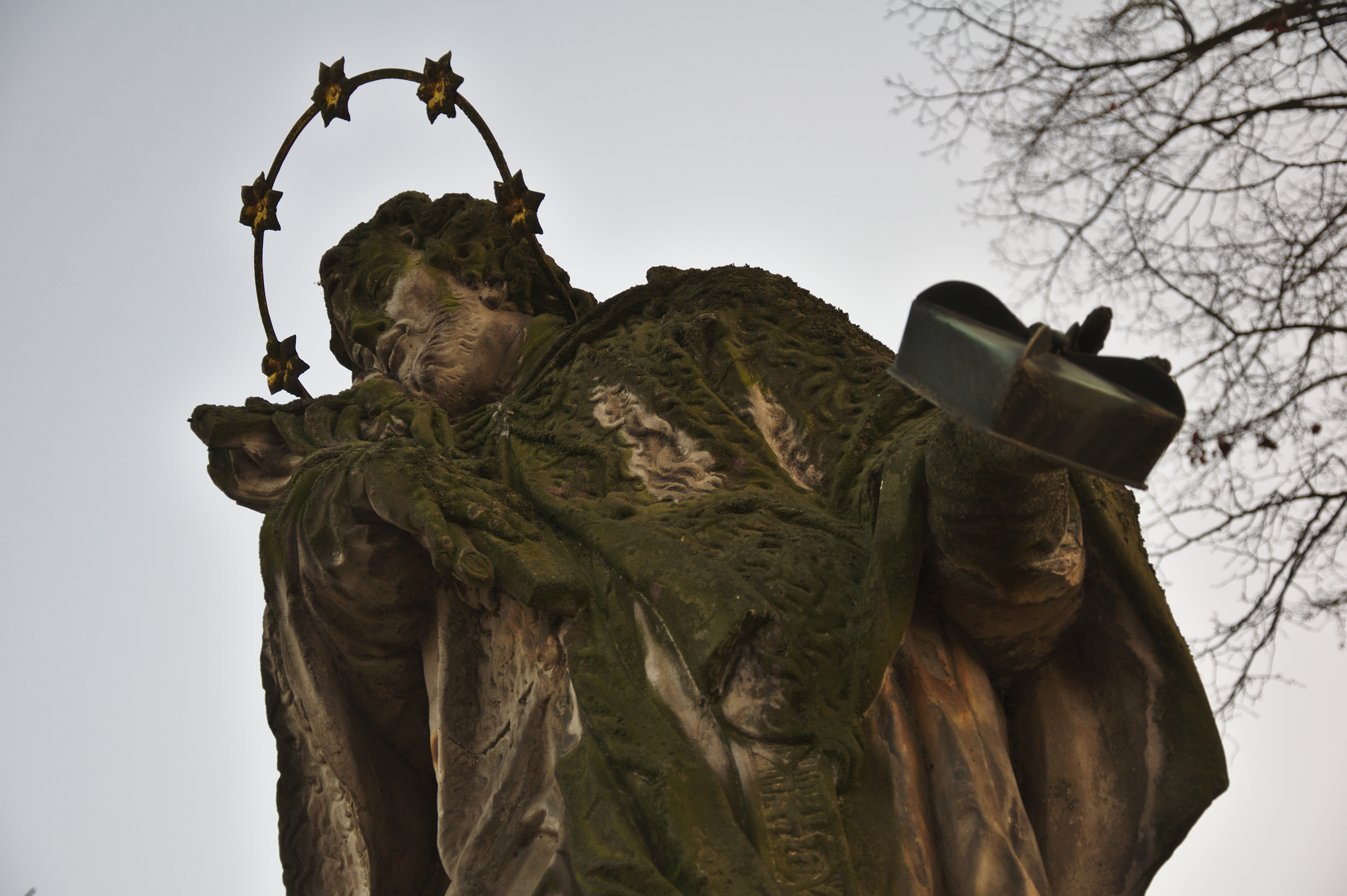
Socha u kostela
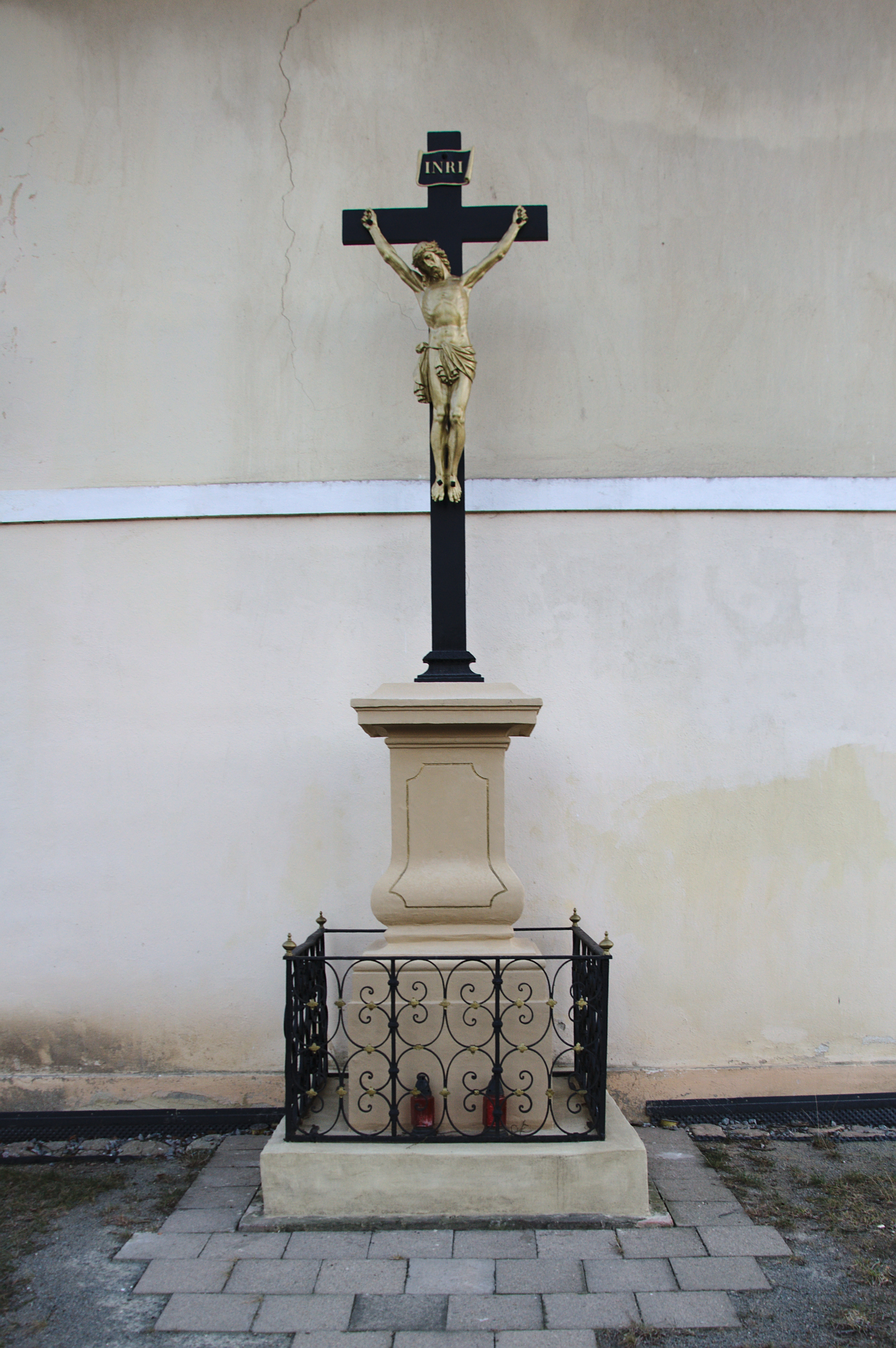
Kříž vedle kostela
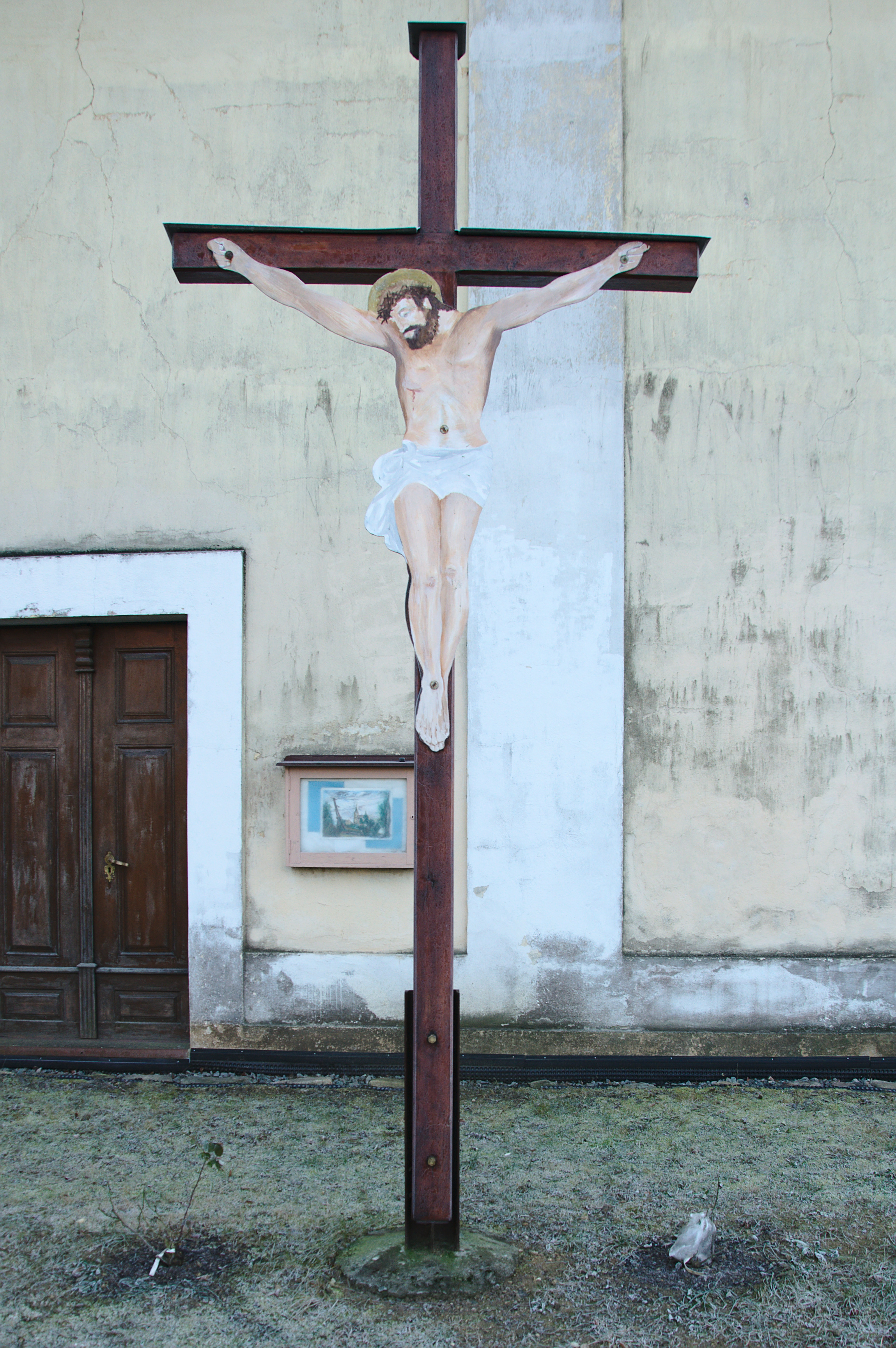
Dřevěný kříž vedle kostela